# 49 Pułk Piechoty (Imperium Rosyjskie)

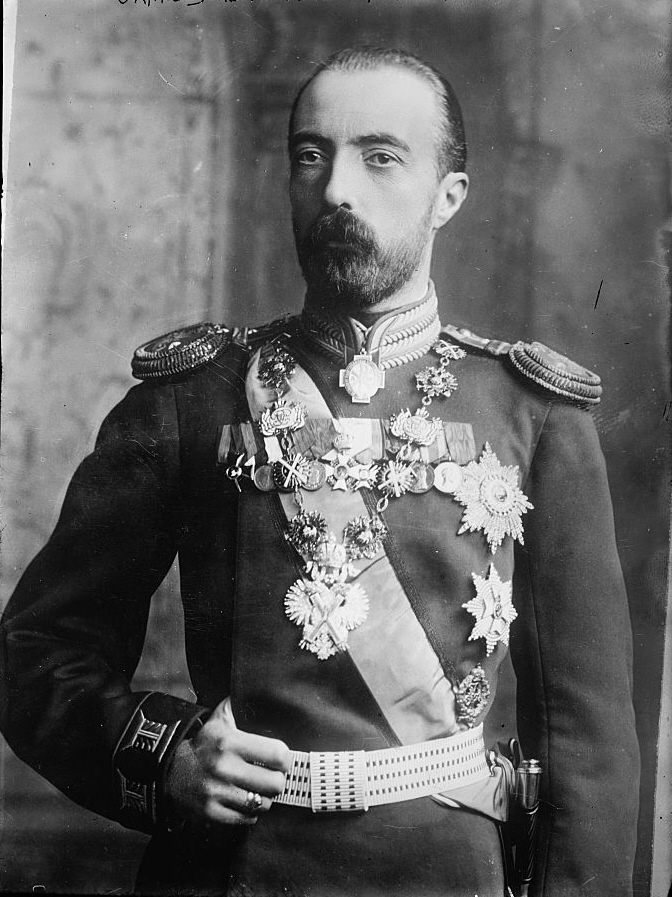
Wielki Ks. Michaił Michajłowicz Romanow (1861–1929) – patron
49 Brzeskiego pp

49 Brzeski Pułk Piechoty Jego Wysokości Wielkiego Księcia Michała Michajłowicza (ros. 49-й Брестский пехотный полк lub pełna nazwa: 49-й Брестский пехотный Его Императорского Высочества Великого Князя Михаила Михайловича полк) – pułk piechoty Imperium Rosyjskiego.

## Charakterystyka
Sformowany 16 sierpnia 1806 za panowania Aleksandra I Romanowa. Stacjonował między innymi w m. Sewastopol.

 W przededniu I wojny światowej pułk etatowo posiadał cztery bataliony po cztery kompanie oraz kompanię tyłową. Kompania piechoty czasu wojny liczyła około 240 żołnierzy i 4–5 oficerów. Na szczeblu pułku występował także pododdział karabinów maszynowych (8 km), łączności (w tym 14 konnych gońców i 21 telefonistów) i zwiadowczy (64 zwiadowców, w tym 4 kolarzy). W sumie pułk liczył około 4000 żołnierzy.

W  lipcu 1914, na bazie zalążków wydzielonych z pułku, w ramach 2 fali mobilizacyjnej, sformowany został rezerwowy 245 pułk piechoty.

49 pułk piechoty rozformowany został w 1918.

## Podporządkowanie
Lipiec 1914:
- 7 Korpus Armijny – Symferopol
  - 13 Dywizja Piechoty – Sewastopol
    - 49 Brzeski pułk piechoty – Sewastopol